# Джефатнебти
Джефатнебти — древнеегипетская царица. Она жила в конце III династии и, возможно, была женой последнего фараона этой династии Хуни.

## Упоминания
Имя Джефатнебти встречается в одной единственной надписи черными чернилами на глиняном кувшина, который был раскопан в восточном углу Элефантины. Всего было найдено три надписи. Первая упоминает «год последователей Гора» и дату основания здания, название которого утрачено из-за повреждений. Вторая упоминает «год 2-го времени последователей Гора» и «11-е время подсчета полей в Гелиополе». Третья содержит пометку «Появился царь Верхнего и Нижнего Египта», «3-й раз сражения с разбойниками» и смерть Джефатнебти. Поскольку «подсчет полей» проводился в качестве сбора налогов каждый второй год, надпись относится к 22-му году правления безымянного фараона. Поэтому смерть Джефатнебти могла произойти незадолго до или вскоре после создания надписи.
Гробница Джефатнебти так и не была найдена.

## Датирование
Надпись присваивает Джефатнебти женский титул «Верет-хетес» (что означает «Великая со скипетром Хетес»), который был обычным титулом для цариц периода Старого царства. Таким образом, по крайней мере, можно с уверенностью утверждать, что Джефатнебти была царицей конца III династии. Египтолог Гюнтер Дрейер убежден, что Джефатнебти была замужем за Хуни, поскольку доказано, что ни один другой царь III династии не правил дольше 22 лет. Однако его теория не является общепринятой, поскольку в надписи чернилами Хуни не упоминается по имени.